# Parque nacional Churchill
El Parque Nacional Churchill es un parque nacional en Victoria (Australia), ubicado a 31 km al sureste de Melbourne. El parque está ubicado en el área de Dandenong, cerca de la autopista Monash y la carretera Stud. Se trata de un parque con increíbles bosques y gran variedad de fauna. El parque colinda con el Parque Nacional Lysterfield y juntos cubren unas 1.668 ha.
El parque representa un ejemplo del paisaje original de la región antes de que fuera deforestada para convertirse en zona urbana. La mayor parte del parque consta de bosques replantados, también existen áreas con su vegetación original. Las únicas vías dentro del parque son las que le sirven de acceso.
El parque dispone de caminos delimitados para marcha, bicicleta y trote. El Camino del canal (Channel Track) es especialmente apreciado por la tranquilidad y sus vistas y sigue la ruta de un antiguo acueducto. El camino del límite este se adapta muy bien al trote y al paseo en bicicleta. Otra actividad del parque es la observación de aves, con diversos puntos de observación por el camino del límite norte.
En el parque se han observado 173 especies diferentes de aves, también hay gran variedad de mamíferos nocturnos como echidnas, wallabies y canguros.
El área de pícnic está muy bien equipada con parrilleras de gas baños y un refugio. 
El parque fue utilizado como terreno de pasto para los caballos de la policía. En 1941 el área fue declarada parque nacional con el nombre de Parque Nacional Dandenong y en 1944 fue rebautizada Parque Nacional Churchill en honor a Winston Churchill (1874-1965), primer ministro del Reino Unido durante la Segunda Guerra Mundial.